# Шахар-Йери
Шахар-Йери (перс. شهریئری‎, азерб. Şəhəryeri) — исторический комплекс на северо-западе Ирана, в северо-восточной части Иранского Азербайджана, в остане (провинции) Ардебиль,  в 31 км к северо-востоку от города Мешгиншехр, в 1,5 км к востоку от деревни Беразменд, на берегу реки Кара-Су. Площадь памятника около 200 га. Комплекс состоит из руин крепости, святилища и холма Коша-Тепе (Qoşa Təpə). Крепость и святилище датируют 1450 годом до н. э., тогда как руины поселения Коша-Тепе относят к 7-му тысячелетию до н. э. Известен прежде всего своими антропоморфными стелами (менгирами) эпохи раннего железа.
Название означает «место города», городище (азерб. şəhər yeri).
Британский археолог Чарлз Бёрни впервые исследовал область в 1978 году и назвал место раскопок Эрджек-кале (Арджак-калех, Арьяк-кале, Qaleh Arjaq) по деревне Эрджек. Чарлз Бёрни обнаружил четыре группы стел возле поселения доахеменидского времени, датируемого первой половиной 1-го тысячелетия до н. э. В 1382—1384 гг. х. (2003—2005) проведены три сезона археологических раскопок под руководством Алиреза Ходжабри-Нобари из Университета Тарбиат Модарес.
Место было заселено скотоводами в период поздней бронзы и раннего железного века. Найдено поселение и несколько захоронений. Наиболее важными руинами этого периода является раннее святилище.
В средний железный век поселение переживало расцвет из-за расположения на главной дороге области, построены крепость и святилище. Стена длиной 522 м и толщиной 0,16—2,5 м окружает площадь около 35 га. Обнаружены следы 5 башен и 4 ворот. Главные ворота находятся на юге и востоке. Ширина ворот 5,5 м. Естественным укреплением на северо-западе является обрыв. Стена выполнена  из огромных необработанных камней с заполнением мелкими камнями. Отсутствие жилых строений и обширный некрополь площадью около 10 га свидетельствуют, что жители занимались скотоводством.
В святилище найдены около 500 антропоморфных каменных монолитов высотой от 35 до 230 см различной формы, с высеченными стилизованными изображениями человеческих лиц, волос, рук, мечей. За исключением одного менгира женского пола, на лицах всех изваяний отсутствует рот. Стелы стоят рядами или использованы в качестве строительного материала для стен, окружающих поселение или его отдельные части. Это дало исследователям основание предположить, что стелы предшествовали строительству поселения и датировать их приблизительно концом 2-го — началом 1-го тысячелетия до н. э. Некоторые аналогии стелам из Эрджек-кале можно видеть на 13 стелах, найденных летом 1998 года в турецком городе Хаккяри, некоторых стелах из Азербайджана и Армении. М. Н. Погребова описывает их следующим образом: «Стелы эти антропоморфны… Изображаются три обязательных компонента — лицо, пояс и меч на поясе… Лицо состоит из двух круглых глаз, носа и волос, выполненных одним росчерком. Окончания боковых прядей волос иногда трактованы как руки, т. е. имеют на концах пальцы. Иногда лицо полностью схематизировано и представляет Т-образную фигуру». Стелы морфологически соответствуют антропоморфным плитам и статуарным рельефам. Данные памятники характеризуются подчеркнуто геометризованным (прямоугольным или фаллоидным) абрисом, рельефным изображением человеческой личины и немногочисленных атрибутов пояса и заткнутого за пояс наискось меча (кинжала); иные антропоморфные элементы отсутствуют. Они мало напоминают раннескифские изваяния.
Некрополь Шахар-Йери и состоит из 2 групп захоронений. Первая группа из 278 захоронений — редкие захоронения, разбросанные в радиусе 5 км от крепости. Вторая группа — плотное кладбище из примерно 200 захоронений в 5 км от крепости.
В 1381 г. х. (2002) Шахар-Йери внесён в список национального наследия Ирана.